# Tirade (muziek)
Een tirade is een toonreeks van snel uitgevoerde noten tussen twee van elkaar verwijderd liggende hoofdnoten.
Zo'n toonreeks kan bijvoorbeeld een zanger de mogelijkheid bieden tot een kleine improvisatie. Het woord komt van het Italiaanse tirata, dat 'ruk' betekent. De term is afkomstig uit de Franse zangmethodiek uit de 17e en 18e eeuw.